# Orestia pandellei
Orestia pandellei es una especie de insecto coleóptero de la familia Chrysomelidae.
Fue descrita científicamente en 1863 por Allard.